# Українсько-малійські відносини
Українсько-малійські відносини — відносини між Україною та Республікою Малі.
Малі визнала незалежність України 5 січня 1992 року. Країни встановили дипломатичні відносини 5 листопада 1992 року.
Інтереси громадян України в Республіці Малі захищає Посольство України в Алжирі.
Експорт товарів з України у січні 2022 року становив 1,3 млн. дол. США (майже у 5 разів менше у порівнянні з відповідним періодом 2021 року).
В 2023 році лідер малійської військової хунти Гоїта, Ассімі висловив підтримку російському вторгненню в Україну .
4 серпня 2024 року Малі негайно розірвала дипломатичні відносини з Україною після того, як високопоставлений український чиновник, за словами Бамако, визнав «причетність» Києва до важкої поразки малійської армії та російського воєнізованого угруповання Вагнера в липні 2024 року, під час боїв із сепаратистами та джихадистами.